# Гончарова, Маргарита Александровна
Маргарита Александровна Гончарова (в дев. Коптилова, 14 марта 1991 года, Вольск, Саратовская область) — российская легкоатлетка.

## Биография
Маргарита Гончарова родилась 14 марта 1991 года в городе Вольске Саратовской области. Образование: высшее. Окончила Московскую государственную академию физической культуры (МГАФК) по специальности: специалист по адаптивной физической культуре (2014). Закончила художественную школу. Инвалидность — ДЦП, класс Т38/F38. С 2009 года выступает за Москву. Замужем за Иваном Гончаровым — участником Паралимпийских игр 2010 года и 2014 года по лыжным гонкам и биатлону. С 2014 года тренер Антонова А.В.
Выступает на беговых дистанциях 100, 200 м, 400 м, а также в прыжках в длину. Двукратная бронзовая медалистка Чемпионата Мира 2006 года. Двукратный бронзовый призёр Паралимпийских игр в Пекине (2008). Чемпионка Мира 2011 года в Новой Зеландии на дистанции 200 м, и двукратная серебряная медалистка в эстафете 4×100, и беге на 100 м. 2 победы на Чемпионате Европы 2012 года в Голландии (100 и 200) и второе место в прыжках в длину.  Чемпионка летних Паралимпийских игр 2012 года в Лондоне в беге на 100 м, эстафета 4×100 м и в прыжках в длину и серебряная медаль на 200 м. Чемпионка мира 2013 года в Леоне в прыжках в длину, а также бронзовый призёр на 200 м. Пятикратная Чемпионка Европы 2014 года в Суонси (100, 200, 400, 4×100 и прыжки в длину). Трёхкратная Чемпионка Мира 2015 года в Дохе (200, 400, прыжки в длину), 2 место в эстафете 4×100 и 3-е место на 100 м. Двукратная победительница Чемпионата Европы 2016 года в Гроссето (200 и прыжки в длину) и 3 медали за 2-е место (100, 400, эстафета 4х100).

## Награды
- Орден Дружбы (10 сентября 2012 года) — за большой вклад в развитие физической культуры и спорта, высокие спортивные достижения на XIV Паралимпийских летних играх 2012 года в городе Лондоне (Великобритания)[2].
- Медаль ордена «За заслуги перед Отечеством» II степени (30 сентября 2009 года) — за большой вклад в развитие физической культуры и спорта, высокие спортивные достижения на XIII Паралимпийских играх 2008 года в Пекине[3].
- Почётная грамота Президента Российской Федерации (19 сентября 2016 года) — за большой вклад в развитие физической культуры и спорта, высокие спортивные достижения.[4].
- Заслуженный мастер спорта России.